# Percy Tham (1869–1931)
Carl Percy Sebastian Tham, född den 4 juni 1869 i Huså, Jämtlands län, död den 10 augusti 1931 i Stockholm, var en svensk företagsledare. Han var son till Vollrath Tham och Hélène Murray samt far till Percy Tham.

## Biografi
Tham var bruksbokhållare 1890–1893. Efter studier vid Falu bergsskola 1893–1894 och på mäklarkontor i Rotterdam 1894–1895 var han skeppsmäklare och senare verkställande direktör i Percy Tham aktiebolag i Oxelösund. Tham blev nederländsk vicekonsul där 1898 och polsk generalkonsul 1920. Han lämnade betydande bidrag till idrottsrörelsen för anläggande av idrottsplatser, utsändande av idrottsmän till utlandet och anordnande av tävlingar i Sverige. Tham blev riddare av Vasaorden 1912 och av Nordstjärneorden 1917.